# Samtgemeinde Oderwald
La Samtgemeinde Oderwald est une Samtgemeinde, c'est-à-dire une forme d'intercommunalité de Basse-Saxe, de l'arrondissement de Wolfenbüttel, dans le Nord de l'Allemagne. Elle regroupe six municipalités.

## Source, notes et références
- (de) Cet article est partiellement ou en totalité issu de l’article de Wikipédia en allemand intitulé « Samtgemeinde Oderwald » (voir la liste des auteurs).